# Michael Levitt
Michael Levitt (Hebreeuws: מיכאל לויט) (Pretoria, 9 mei 1947) is een Israëlisch-Amerikaanse biofysicus (hij heeft ook de Britse nationaliteit), afkomstig uit Zuid-Afrika. In 2013 kreeg hij de Nobelprijs voor de Scheikunde samen met Martin Karplus en Arieh Warshel voor de ontwikkeling van multischaalmodellen voor complexe chemische systemen.

## Biografie
Levitt behaalde een bachelor in natuurkunde aan King's College London en promoveerde aan het Gonville and Caius College van de Universiteit van Cambridge. Levitts was een van de eerste die moleculaire dynamicasimulaties van DNA en proteïne  maakte en daar software voor maakte. Hij is sinds 1987 hoogleraar structurele biologie aan Stanford University met specialisatie computationele biologie en lid van de National Academy of Sciences. Levitt woont afwisselend in de Verenigde Staten en Israël.
Lewitts eerste samenwerking met Warshel was bij het Weizmann Instituut van Wetenschappen in Israël waar ze gezamenlijk een van de eerste computerprogramma's hadden geschreven om molecuulstructuren van eiwitten te modelleren. Later, toen Lewitt en Warshel beide werkzaam waren in Cambridge, gingen ze nog een stap verder. Ze ontwikkelden een computermodel voor enzymen, complexe eiwitmoleculen die verantwoordelijk zijn voor vrijwel alle biologische reacties in levende organismen. Het zou vier jaar duren voordat ze in 1976 hun allereerste computermodel konden publiceren van een enzymatische reactie.